# Maps to the Stars
Maps to the Stars is een Amerikaanse dramafilm uit 2014 van David Cronenberg. De hoofdrollen gingen naar Robert Pattinson, Julianne Moore en John Cusack.

## Verhaal
Het gezin Weiss is een typisch Hollywoodgezin. Vader Sanford is een psychotherapeut en coach die een fortuin heeft vergaard met zijn doe-het-zelf-handleidingen. Moeder Cristina houdt zich voornamelijk bezig met de carrière van haar zoon Benjie, een 13-jarig kindsterretje. Een van Sanfords klanten is de actrice Havana, die trauma's heeft over vermeend misbruik dat haar door haar inmiddels bij een brand omgekomen moeder Clarice zou zijn aangedaan. Havana wordt 's nachts geplaagd door hallucinaties waarin ze de jonge Clarice ziet. Havana droomt ervan om in de remake van de film die Clarice in de jaren 60 beroemd maakte, de rol van haar moeder te spelen. Tot haar grote teleurstelling gaat de rol naar een ander. Ze is dan ook erg blij wanneer door de verdrinking van het zoontje van die actrice, waardoor die actrice zo overstuur is dat ze niet kan werken, de rol alsnog naar haar gaat.
Benjie is net teruggekeerd uit een afkickprogramma. Benji's oudere zus Agatha heeft als kind Benji medicijnen in laten nemen waarbij ze hem vertelde dat het vitamines waren, en vervolgens het huis in brand gestoken. Benji heeft er geen blijvende lichamelijke schade aan opgelopen, maar heeft wel enge dromen en hallucinaties. Agatha heeft littekens overgehouden aan haar brandwonden. Ze is recentelijk ontslagen uit de psychiatrische inrichting waarin ze na haar daad terechtkwam. Ze reist met de bus naar L.A. om het goed te maken met haar familie. Daar laat ze zich de eerste paar uur rijden door een limousine met chauffeur, Jerome, die scripts schrijft en acteur wil worden. Ze raken bevriend en hebben seks. Hij vertelt later aan Havana dat dit soort ervaringen ook nuttig zijn om te verwerken in zijn scripts, dus als research. Hij heeft vervolgens ook seks met Havana.
Door bemiddeling van actrice Carrie, die ze kent via internetcontacten, krijgt Agatha van Havana een baan als haar persoonlijk assistent. Haar vader stuurt haar echter met een flink geldbedrag weg, hij wil niet dat zij het leven van het gezin opnieuw gaat verstoren. Gedesillusioneerd stopt de geestelijk nog labiele Agatha met het innemen van haar medicijnen. Ze is ook boos op Havana omdat die ook seks heeft gehad met Jerome. Ze verslonst haar werk voor de veeleisende Havana, waarop die haar ontslaat. Daarop vermoordt Agatha Havana.
Benji ergert zich er op de set aan dat hij zijn roem een beetje moet delen met het jongere kindsterretje Roy, al heeft die maar een kleine rol. In een hallucinatie beeldt hij zich in dat deze een al eerder voorgekomen spookverschijning is van een overleden meisje, dat hij toen ze ernstig ziek was opzocht in het ziekenhuis, en probeert Roy te wurgen. Hij wordt opgesloten, maar koopt een bewaker om, waardoor hij kan ontsnappen.
Christina's wereld stort in door de door Benji gepleegde moord, waardoor ook diens carrière over is, en omdat Sanford Agatha tegen Christina's wil ruw op straat heeft gezet. Ze steekt zichzelf in brand. Wanneer Sanford thuiskomt treft hij haar brandend als een fakkel aan de rand van het zwembad aan. Hij duwt haar met een ligstoel in het zwembad om de vlammen te doven.
Agatha en Benji besluiten samen zelfmoord te plegen met medicijnen, na eerst de trouwringen van hun ouders te hebben gestolen, en daarmee een soort trouwceremonie uit te voeren, zoals ze vroeger vaak deden.
Steeds komen regels terug van het gedicht Liberty van Paul Éluard.

## Rolverdeling
| Acteur           | Personage          |
| ---------------- | ------------------ |
| Robert Pattinson | Jerome Fontana     |
| Julianne Moore   | Havana Segrand     |
| John Cusack      | Dr. Stafford Weiss |
| Mia Wasikowska   | Agatha Weiss       |
| Olivia Williams  | Cristina Weiss     |
| Sarah Gadon      | Clarice Taggart    |
| Evan Bird        | Benjie Weiss       |

## Prijzen en nominaties
De film won 11 prijzen en werd voor 23 andere genomineerd. Een selectie:
| Jaar | Evenement                          | Categorie                | Genomineerde                                     | Resultaat   |
| ---- | ---------------------------------- | ------------------------ | ------------------------------------------------ | ----------- |
| 2014 | Cannes (67ste editie)              | Gouden Palm              | Maps to the Stars                                | Genomineerd |
| 2014 | Cannes (67ste editie)              | Beste actrice            | Julianne Moore                                   | Gewonnen    |
| 2014 | Cannes (67ste editie)              | Beste soundtrack         | Howard Shore                                     | Gewonnen    |
| 2015 | Canadian Screen Award (3de editie) | Beste film               | Maps to the Stars                                | Genomineerd |
| 2015 | Canadian Screen Award (3de editie) | Beste regisseur          | David Cronenberg                                 | Genomineerd |
| 2015 | Canadian Screen Award (3de editie) | Beste acteur             | Evan Bird                                        | Genomineerd |
| 2015 | Canadian Screen Award (3de editie) | Beste actrice            | Julianne Moore                                   | Genomineerd |
| 2015 | Canadian Screen Award (3de editie) | Beste mannelijke bijrol  | John Cusack                                      | Gewonnen    |
| 2015 | Canadian Screen Award (3de editie) | Beste mannelijke bijrol  | Robert Pattinson                                 | Genomineerd |
| 2015 | Canadian Screen Award (3de editie) | Beste vrouwelijke bijrol | Mia Wasikowska                                   | Genomineerd |
| 2015 | Canadian Screen Award (3de editie) | Beste origineel scenario | Bruce Wagner                                     | Genomineerd |
| 2015 | Canadian Screen Award (3de editie) | Beste montage            | Ronald Sanders                                   | Genomineerd |
| 2015 | Canadian Screen Award (3de editie) | Beste geluid             | Christian Cooke, Michael O'Farrell, Orest Sushko | Genomineerd |
| 2015 | Canadian Screen Award (3de editie) | Beste filmmuziek         | Howard Shore                                     | Gewonnen    |